# Niên hiệu Nhật Bản
Niên hiệu Nhật Bản là phần đầu, trong hai phần, của tên định danh cho năm trong lịch Nhật Bản. Phần sau là con số, bằng số năm tính từ lúc bắt đầu thời kỳ của niên hiệu. Ví dụ, năm 2025 là năm Lệnh Hòa (Reiwa) thứ 7 (năm đầu tiên của thời kỳ Lệnh Hòa là năm 2019). Niên hiệu lâu dài nhất của Nhật Bản là Chiêu Hòa (64 năm) của Thiên hoàng Hirohito.
Niên hiệu Nhật Bản là kết quả của một hệ thống hóa thời kỳ lịch sử do chính Thiên hoàng Kōtoku thiết lập vào năm 645. Giống như tại các nước thuộc vùng văn hóa chữ Hán khác, việc sử dụng niên hiệu "nengō" (元号 年号) có nguồn gốc từ Trung Quốc. Tuy nhiên, trong khi các nước khác đã hủy bỏ tục lệ dùng niên hiệu, Nhật Bản vẫn còn sử dụng tục lệ này, vì là quốc gia duy nhất còn theo chế độ Quân chủ. Trong các giấy tờ chính thức, chính phủ Nhật Bản đòi hỏi năm được viết theo hình thức này. Hệ thống niên hiệu của nước này vốn được coi là bất thường cho đến khi bắt đầu bước vào thế kỷ thứ 8. Chỉ từ sau năm 701 niên hiệu mới tuần tự phát triển mà không bị gián đoạn trong suốt mấy thế kỷ. Tại Nhật Bản hiện nay, năm có thể được đánh số bằng niên hiệu của Thiên hoàng tại vị.

## Thời kỳ Phi Điểu(538–710)
| Niên hiệu                                               | Phiên âm                       | Thời gian bắt đầu và chấm dứt  | Thời gian sử dụng              | Ghi chú                        |
| Thiên hoàng Hiếu Đức (645–654)                          | Thiên hoàng Hiếu Đức (645–654) | Thiên hoàng Hiếu Đức (645–654) | Thiên hoàng Hiếu Đức (645–654) | Thiên hoàng Hiếu Đức (645–654) |
| ------------------------------------------------------- | ------------------------------ | ------------------------------ | ------------------------------ | ------------------------------ |
| Taika (大化)                                            | Đại Hóa                        | 645—650                        | 6 năm                          |                                |
| Hakuchi (白雉) còn gọi là Hakuhō                        | Bạch Trĩ                       | 650—654                        | 5 năm                          |                                |
| Ngưng sử dụng niên hiệu trong suốt 34 năm               |                                |                                |                                |                                |
| Thiên hoàng Thiên Vũ (672–686)                          |                                |                                |                                |                                |
| Shuchō (朱鳥) còn gọi là Suchō, Akamitori hay Akamidori | Chu Điểu                       | 686                            | hơn một tháng                  |                                |
| Ngưng sử dụng niên hiệu trong suốt 15 năm               |                                |                                |                                |                                |
| Thiên hoàng Văn Vũ (697–707)                            |                                |                                |                                |                                |
| Taihō (大宝) còn gọi là Daihō                           | Đại Bảo                        | 701—704                        | 4 năm                          |                                |
| Thiên hoàng Nguyên Minh (707–715)                       |                                |                                |                                |                                |
| Keiun (慶雲) còn gọi là Kyōun                           | Khánh Vân                      | 704—708                        | 5 năm                          |                                |
| Wadō (和銅)                                             | Hòa Đồng                       | 708—715                        | 8 năm                          |                                |

## Thời kỳ Nại Lương(710–794)
| Niên hiệu                                                          | Phiên âm                           | Thời gian bắt đầu và chấm dứt      | Thời gian sử dụng                  | Ghi chú                            |
| Thiên hoàng Nguyên Chính (715–724)                                 | Thiên hoàng Nguyên Chính (715–724) | Thiên hoàng Nguyên Chính (715–724) | Thiên hoàng Nguyên Chính (715–724) | Thiên hoàng Nguyên Chính (715–724) |
| ------------------------------------------------------------------ | ---------------------------------- | ---------------------------------- | ---------------------------------- | ---------------------------------- |
| Reiki (霊亀)                                                       | Linh Quy                           | 715—717                            | 3 năm                              |                                    |
| Yōrō (養老)                                                        | Dưỡng Lão                          | 717—724                            | 8 năm                              |                                    |
| Thiên hoàng Thánh Vũ (724–749)                                     |                                    |                                    |                                    |                                    |
| Jinki (神亀) còn gọi là Shinki                                     | Thần Quy                           | 724—729                            | 6 năm                              |                                    |
| Tenpyō (天平) còn gọi là Tenbyō hay Tenhei                         | Thiên Bình                         | 729—749                            | 21 năm                             |                                    |
| Tenpyō-kanpō (天平感宝) còn gọi là Tenbyō-kanpō                    | Thiên Bình Cảm Bảo                 | 749                                | 3 tháng                            |                                    |
| Thiên hoàng Hiếu Khiêm (749–758)                                   |                                    |                                    |                                    |                                    |
| Tenpyō-shōhō (天平勝宝) còn gọi là Tenbyō-shōbō hay Tenpei-shōhō   | Thiên Bình Thắng Bảo               | 749—757                            | 9 năm                              |                                    |
| Thiên hoàng Thuần Nhân (758–764) và Thiên hoàng Xưng Đức (764–770) |                                    |                                    |                                    |                                    |
| Tenpyō-hōji (天平宝字) còn gọi là Tenbyō-hōji hay Tenpei-hōji      | Thiên Bình Bảo Tự                  | 757—765                            | 9 năm                              |                                    |
| Tenpyō-jingo (天平神護) còn gọi là Tenbyō-jingo hay Tenhei-jingo   | Thiên Bình Thần Hộ                 | 765—767                            | 3 năm                              |                                    |
| Jingo-keiun (神護景雲)                                             | Thần Hộ Cảnh Vân                   | 767—770                            | 4 năm                              |                                    |
| Thiên hoàng Quang Nhân (770–781)                                   |                                    |                                    |                                    |                                    |
| Hōki (宝亀)                                                        | Bảo Quy                            | 770—781                            | 12 năm                             |                                    |
| Thiên hoàng Hoàn Vũ (781–806)                                      |                                    |                                    |                                    |                                    |
| Ten'ō (天応)                                                       | Thiên Ứng                          | 781—782                            | 2 năm                              |                                    |
| Enryaku (延暦)                                                     | Duyên Lịch                         | 782—806                            | 15 năm                             |                                    |

## Thời kỳ Bình An(794–1192)
| Niên hiệu                                                         | Phiên âm                                                          | Thời gian bắt đầu và chấm dứt                                     | Thời gian sử dụng                                                 | Ghi chú                                                           |
| Thiên hoàng Bình Thành (806–809) và Thiên hoàng Tha Nga (809–823) | Thiên hoàng Bình Thành (806–809) và Thiên hoàng Tha Nga (809–823) | Thiên hoàng Bình Thành (806–809) và Thiên hoàng Tha Nga (809–823) | Thiên hoàng Bình Thành (806–809) và Thiên hoàng Tha Nga (809–823) | Thiên hoàng Bình Thành (806–809) và Thiên hoàng Tha Nga (809–823) |
| ----------------------------------------------------------------- | ----------------------------------------------------------------- | ----------------------------------------------------------------- | ----------------------------------------------------------------- | ----------------------------------------------------------------- |
| Daidō (大同)                                                      | Đại Đồng                                                          | 806—810                                                           | 5 năm                                                             |                                                                   |
| Thiên hoàng Tha Nga (809–823) và Thiên hoàng Thuần Hòa (823–833)  |                                                                   |                                                                   |                                                                   |                                                                   |
| Kōnin (弘仁)                                                      | Hoằng Nhân                                                        | 810—824                                                           | 15 năm                                                            |                                                                   |
| Thiên hoàng Nhân Minh (833–850)                                   |                                                                   |                                                                   |                                                                   |                                                                   |
| Tenchō (天長)                                                     | Thiên Trường                                                      | 824—834                                                           | 11 năm                                                            |                                                                   |
| Jōwa (承和) còn gọi là Shōwa hay Sōwa                             | Thừa Hòa                                                          | 834—848                                                           | 15 năm                                                            |                                                                   |
| Thiên hoàng Văn Đức (850–858)                                     |                                                                   |                                                                   |                                                                   |                                                                   |
| Kashō (嘉祥) còn gọi là Kajō                                      | Gia Tường                                                         | 848—851                                                           | 4 năm                                                             |                                                                   |
| Ninju (仁寿)                                                      | Nhân Thọ                                                          | 851—854                                                           | 4 năm                                                             |                                                                   |
| Saikō (斉衡)                                                      | Tề Hành                                                           | 854—857                                                           | 4 năm                                                             |                                                                   |
| Thiên hoàng Thanh Hòa (858–876)                                   |                                                                   |                                                                   |                                                                   |                                                                   |
| Ten'an (天安) còn gọi là Tennan                                   | Thiên An                                                          | 857—859                                                           | 3 năm                                                             |                                                                   |
| Thiên hoàng Dương Thành (876–884)                                 |                                                                   |                                                                   |                                                                   |                                                                   |
| Jōgan (貞観)                                                      | Trinh Quán                                                        | 859—877                                                           | 19 năm                                                            |                                                                   |
| Thiên hoàng Quang Hiếu (884–887)                                  |                                                                   |                                                                   |                                                                   |                                                                   |
| Gangyō (元慶) còn gọi là Gankyō hay Genkei                        | Nguyên Khánh                                                      | 877—885                                                           | 9 năm                                                             |                                                                   |
| Thiên hoàng Vũ Đa (887–897)                                       |                                                                   |                                                                   |                                                                   |                                                                   |
| Ninna (仁和) còn gọi là Ninwa                                     | Nhân Hòa                                                          | 885—889                                                           | 5 năm                                                             |                                                                   |
| Thiên hoàng Đề Hồ (897–930)                                       |                                                                   |                                                                   |                                                                   |                                                                   |
| Kanpyō (寛平) còn gọi là Kanpei hay Kanbyō hay Kanbei hay Kanhei  | Khoan Bình                                                        | 889—898                                                           | 10 năm                                                            |                                                                   |
| Shōtai (昌泰)                                                     | Xương Thái                                                        | 898—901                                                           | 4 năm                                                             |                                                                   |
| Engi (延喜)                                                       | Diên Hy                                                           | 901—923                                                           | 13 năm                                                            |                                                                   |
| Thiên hoàng Chu Tước (930–946)                                    |                                                                   |                                                                   |                                                                   |                                                                   |
| Enchō (延長)                                                      | Diên Trường                                                       | 923—931                                                           | 9 năm                                                             |                                                                   |
| Jōhei (承平) còn gọi là Shōhei                                    | Thừa Bình                                                         | 931—938                                                           | 8 năm                                                             |                                                                   |
| Thiên hoàng Thôn Thượng (946–967)                                 |                                                                   |                                                                   |                                                                   |                                                                   |
| Tengyō (天慶) còn gọi là Tenkei hay Tenkyō                        | Thiên Khánh                                                       | 938—947                                                           | 9 năm                                                             |                                                                   |
| Tenryaku (天暦) còn gọi là Tenreki                                | Thiên Lịch                                                        | 947—957                                                           | 11 năm                                                            |                                                                   |
| Tentoku (天徳)                                                    | Thiên Đức                                                         | 957—961                                                           | 5 năm                                                             |                                                                   |
| Ōwa (応和)                                                        | Ứng Hòa                                                           | 961—964                                                           | 4 năm                                                             |                                                                   |
| Thiên hoàng Lãnh Tuyền (967–969)                                  |                                                                   |                                                                   |                                                                   |                                                                   |
| Kōhō (康保)                                                       | Khang Bảo                                                         | 964—968                                                           | 5 năm                                                             |                                                                   |
| Thiên hoàng Viên Dung (969–984)                                   |                                                                   |                                                                   |                                                                   |                                                                   |
| Anna (安和) còn gọi là Anwa                                       | An Hòa                                                            | 968—970                                                           | 3 năm                                                             |                                                                   |
| Tenroku (天禄)                                                    | Thiên Lộc                                                         | 970—973                                                           | 4 năm                                                             |                                                                   |
| Ten'en (天延)                                                     | Thiên Diên                                                        | 973—976                                                           | 4 năm                                                             |                                                                   |
| Jōgen (貞元) còn gọi là Teigen                                    | Trinh Nguyên                                                      | 976—978                                                           | 7 năm                                                             |                                                                   |
| Tengen (天元)                                                     | Thiên Nguyên                                                      | 978—983                                                           | 6 năm                                                             |                                                                   |
| Thiên hoàng Kazan (984–986)                                       |                                                                   |                                                                   |                                                                   |                                                                   |
| Eikan (永観) còn gọi là Yōkan                                     | Vĩnh Quán                                                         | 983—985                                                           | 3 năm                                                             |                                                                   |
| Thiên hoàng Nhất Điều (986–1011)                                  |                                                                   |                                                                   |                                                                   |                                                                   |
| Kanna (寛和) còn gọi là Kanwa                                     | Khoan Hòa                                                         | 985—987                                                           | 3 năm                                                             |                                                                   |
| Eien (永延) còn gọi là Yōen                                       | Vĩnh Diên                                                         | 987—988                                                           | 3 năm                                                             |                                                                   |
| Eiso (永祚) còn gọi là Yōso                                       | Vĩnh Tộ                                                           | 988—990                                                           | 3 năm                                                             |                                                                   |
| Shōryaku (正暦) còn gọi là Jōryaku hay Shōreki                    | Chính Lịch                                                        | 990—995                                                           | 6 năm                                                             |                                                                   |
| Chōtoku (長徳)                                                    | Trường Đức                                                        | 995—999                                                           | 5 năm                                                             |                                                                   |
| Chōhō (長保)                                                      | Trường Bảo                                                        | 999—1004                                                          | 6 năm                                                             |                                                                   |
| Thiên hoàng Tam Điều (1011–1016)                                  |                                                                   |                                                                   |                                                                   |                                                                   |
| Kankō (寛弘)                                                      | Khoan Hoằng                                                       | 1004—1012                                                         | 9 năm                                                             |                                                                   |
| Thiên hoàng Hậu Nhất Điều (1016–1036)                             |                                                                   |                                                                   |                                                                   |                                                                   |
| Chōwa (長和)                                                      | Trường Hòa                                                        | 1012—1017                                                         | 6 năm                                                             |                                                                   |
| Kannin (寛仁)                                                     | Khoan Nhân                                                        | 1017—1021                                                         | 5 năm                                                             |                                                                   |
| Jian (治安) còn gọi là Chian                                      | Trị An                                                            | 1021—1024                                                         | 4 năm                                                             |                                                                   |
| Manju (万寿)                                                      | Vạn Thọ                                                           | 1024—1028                                                         | 5 năm                                                             |                                                                   |
| Thiên hoàng Hậu Chu Tước (1036–1045)                              |                                                                   |                                                                   |                                                                   |                                                                   |
| Chōgen (長元)                                                     | Trường Nguyên                                                     | 1028—1037                                                         | 10 năm                                                            |                                                                   |
| Chōryaku (長暦) còn gọi là Chōreki                                | Trường Lịch                                                       | 1037—1040                                                         | 4 năm                                                             |                                                                   |
| Chōkyū (長久)                                                     | Trường Cửu                                                        | 1040—1044                                                         | 5 năm                                                             |                                                                   |
| Thiên hoàng Hậu Lãnh Tuyền (1045–1068)                            |                                                                   |                                                                   |                                                                   |                                                                   |
| Kantoku (寛徳)                                                    | Khoan Đức                                                         | 1044—1046                                                         | 3 năm                                                             |                                                                   |
| Eishō (永承) còn gọi là Eijō hay Yōjō                             | Vĩnh Thừa                                                         | 1046—1053                                                         | 8 năm                                                             |                                                                   |
| Tengi (天喜) còn gọi là Tenki                                     | Thiên Hỷ                                                          | 1053—1058                                                         | 6 năm                                                             |                                                                   |
| Kōhei (康平)                                                      | Khang Bình                                                        | 1058—1065                                                         | 8 năm                                                             |                                                                   |
| Jiryaku (治暦) còn gọi là Chiryaku                                | Trị Lịch                                                          | 1065—1069                                                         | 5 năm                                                             |                                                                   |
| Thiên hoàng Hậu Tam Điều (1068–1073)                              |                                                                   |                                                                   |                                                                   |                                                                   |
| Enkyū (延久)                                                      | Diên Cửu                                                          | 1069—1074                                                         | 6 năm                                                             |                                                                   |
| Thiên hoàng Bạch Hà (1073–1086)                                   |                                                                   |                                                                   |                                                                   |                                                                   |
| Jōhō (承保) còn gọi là Shōhō hay Shōho                            | Thừa Bảo                                                          | 1074—1077                                                         | 4 năm                                                             |                                                                   |
| Jōryaku (承暦) còn gọi là Shōryaku hay Shōreki                    | Thừa Lịch                                                         | 1077—1081                                                         | 5 năm                                                             |                                                                   |
| Eihō (永保) còn gọi là Yōhō                                       | Vĩnh Bảo                                                          | 1081—1084                                                         | 4 năm                                                             |                                                                   |
| Ōtoku (応徳)                                                      | Ứng Đức                                                           | 1084—1087                                                         | 4 năm                                                             |                                                                   |
| Thiên hoàng Quật Hà (1087–1107)                                   |                                                                   |                                                                   |                                                                   |                                                                   |
| Kanji (寛治)                                                      | Khoan Trị                                                         | 1087—1094                                                         | 8 năm                                                             |                                                                   |
| Kahō (嘉保)                                                       | Gia Bảo                                                           | 1094—1096                                                         | 3 năm                                                             |                                                                   |
| Eichō (永長) còn gọi là Yōchō                                     | Vĩnh Trường                                                       | 1096—1097                                                         | 2 năm                                                             |                                                                   |
| Jōtoku (承徳) còn gọi là Shōtoku                                  | Thừa Đức                                                          | 1097—1099                                                         | 3 năm                                                             |                                                                   |
| Kōwa (康和)                                                       | Khang Hòa                                                         | 1099—1104                                                         | 6 năm                                                             |                                                                   |
| Chōji (長治)                                                      | Trường Trị                                                        | 1104—1106                                                         | 3 năm                                                             |                                                                   |
| Thiên hoàng Điểu Vũ (1107–1123)                                   |                                                                   |                                                                   |                                                                   |                                                                   |
| Kajō (嘉承) còn gọi là Kashō hay Kasō                             | Gia Thừa                                                          | 1106—1108                                                         | 3 năm                                                             |                                                                   |
| Tennin (天仁)                                                     | Thiên Nhân                                                        | 1108—1110                                                         | 3 năm                                                             |                                                                   |
| Ten'ei (天永) còn gọi là Ten'yō                                   | Thiên Vĩnh                                                        | 1110—1113                                                         | 4 năm                                                             |                                                                   |
| Eikyū (永久) còn gọi là Yōkyū                                     | Vĩnh Cửu                                                          | 1113—1118                                                         | 6 năm                                                             |                                                                   |
| Gen'ei (元永)                                                     | Nguyên Vĩnh                                                       | 1118—1120                                                         | 3 năm                                                             |                                                                   |
| Thiên hoàng Sùng Đức (1123–1142)                                  |                                                                   |                                                                   |                                                                   |                                                                   |
| Hōan (保安)                                                       | Bảo An                                                            | 1120—1124                                                         | 5 năm                                                             |                                                                   |
| Tenji (天治) còn gọi là Tenchi                                    | Thiên Trị                                                         | 1124—1126                                                         | 3 năm                                                             |                                                                   |
| Daiji (大治) còn gọi là Taiji                                     | Đại Trị                                                           | 1126—1131                                                         | 6 năm                                                             |                                                                   |
| Tenshō (天承) còn gọi là Tenjō                                    | Thiên Thừa                                                        | 1131—1132                                                         | 2 năm                                                             |                                                                   |
| Chōshō (長承) còn gọi là Chōjō                                    | Trường Thừa                                                       | 1132—1135                                                         | 4 năm                                                             |                                                                   |
| Hōen (保延)                                                       | Bảo Diên                                                          | 1135—1141                                                         | 7 năm                                                             |                                                                   |
| Eiji (永治)                                                       | Vĩnh Trị                                                          | 1141—1142                                                         | 2 năm                                                             |                                                                   |
| Thiên hoàng Cận Vệ (1142–1155)                                    |                                                                   |                                                                   |                                                                   |                                                                   |
| Kōji (康治)                                                       | Khang Trị                                                         | 1142—1144                                                         | 3 năm                                                             |                                                                   |
| Ten'yō (天養) còn gọi là Tennyō                                   | Thiên Dưỡng                                                       | 1144—1145                                                         | 2 năm                                                             |                                                                   |
| Kyūan (久安)                                                      | Cửu An                                                            | 1145—1151                                                         | 7 năm                                                             |                                                                   |
| Ninpei (仁平) còn gọi là Ninpyō hay Ninbyō hay Ninhyō hay Ninhei  | Nhân Bình                                                         | 1151—1154                                                         | 4 năm                                                             |                                                                   |
| Thiên hoàng Hậu Bạch Hà (1155–1158)                               |                                                                   |                                                                   |                                                                   |                                                                   |
| Kyūju (久寿)                                                      | Cửu Thọ                                                           | 1154—1156                                                         | 3 năm                                                             |                                                                   |
| Thiên hoàng Nhị Điều (1158–1165)                                  |                                                                   |                                                                   |                                                                   |                                                                   |
| Hōgen (保元) còn gọi là Hogen                                     | Bảo Nguyên                                                        | 1156—1159                                                         | 4 năm                                                             |                                                                   |
| Heiji (平治) còn gọi là Byōji                                     | Bình Trị                                                          | 1159—1160                                                         | 2 năm                                                             |                                                                   |
| Eiryaku (永暦) còn gọi là Yōryaku                                 | Vĩnh Lịch                                                         | 1160—1161                                                         | 2 năm                                                             |                                                                   |
| Ōhō (応保)                                                        | Ứng Bảo                                                           | 1161—1163                                                         | 3 năm                                                             |                                                                   |
| Chōkan (長寛) còn gọi là Chōgan                                   | Trường Khoan                                                      | 1163—1165                                                         | 3 năm                                                             |                                                                   |
| Thiên hoàng Lục Điều (1165–1168)                                  |                                                                   |                                                                   |                                                                   |                                                                   |
| Eiman (永万) còn gọi là Yōman                                     | Vĩnh Vạn                                                          | 1165—1166                                                         | 2 năm                                                             |                                                                   |
| Thiên hoàng Cao Thương (1168–1180)                                |                                                                   |                                                                   |                                                                   |                                                                   |
| Nin'an (仁安) còn gọi là Ninnan                                   | Nhân An                                                           | 1166—1169                                                         | 4 năm                                                             |                                                                   |
| Kaō (嘉応)                                                        | Gia Ứng                                                           | 1169—1171                                                         | 3 năm                                                             |                                                                   |
| Jōan (承安) còn gọi là Shōan                                      | Thừa An                                                           | 1171—1175                                                         | 5 năm                                                             |                                                                   |
| Angen (安元)                                                      | An Nguyên                                                         | 1175—1177                                                         | 3 năm                                                             |                                                                   |
| Thiên hoàng An Đức (1180–1185)                                    |                                                                   |                                                                   |                                                                   |                                                                   |
| Jishō (治承) còn gọi là Jijō hay Chishō                           | Trị Thừa                                                          | 1177—1181                                                         | 5 năm                                                             |                                                                   |
| Yōwa (養和)                                                       | Dạng Hòa                                                          | 1181—1182                                                         | 2 năm                                                             |                                                                   |
| Thiên hoàng Hậu Điểu Vũ (1183–1198)                               |                                                                   |                                                                   |                                                                   |                                                                   |
| Juei (寿永)                                                       | Thọ Vĩnh                                                          | 1182—1184                                                         | 3 năm                                                             |                                                                   |
| Genryaku (元暦)                                                   | Nguyên Lịch                                                       | 1184—1185                                                         | 2 năm                                                             |                                                                   |
| Bunji (文治) còn gọi là Monchi                                    | Văn Trị                                                           | 1185—1190                                                         | 6 năm                                                             |                                                                   |
| Thiên hoàng Thổ Ngự Môn (1198–1210)                               |                                                                   |                                                                   |                                                                   |                                                                   |
| Kenkyū (建久)                                                     | Kiến Cửu                                                          | 1190—1199                                                         | 10 năm                                                            |                                                                   |

## Thời kỳ Liêm Thương(1192–1333)
| Niên hiệu                                                            | Phiên âm     | Thời gian bắt đầu và chấm dứt | Thời gian sử dụng | Ghi chú |
| -------------------------------------------------------------------- | ------------ | ----------------------------- | ----------------- | ------- |
| Shōji (正治)                                                         | Chính trị    | 1199—1201                     | 3 năm             |         |
| Kennin (建仁)                                                        | Kiến Nhân    | 1201—1204                     | 4 năm             |         |
| Genkyū (元久)                                                        | Nguyên Cửu   | 1204—1206                     | 3 năm             |         |
| Ken'ei (建永) còn gọi là Ken'yō                                      | Kiến Vĩnh    | 1206—1207                     | 2 năm             |         |
| Thiên hoàng Thuận Đức (1210–1221)                                    |              |                               |                   |         |
| Jōgen (承元) còn gọi là Shōgen                                       | Thừa Nguyên  | 1207—1211                     | 5 năm             |         |
| Kenryaku (建暦)                                                      | Kiến Lịch    | 1211—1213                     | 5 năm             |         |
| Kenpō (建保) còn gọi là Kenhō                                        | Kiến Bảo     | 1213—1219                     | 5 năm             |         |
| Thiên hoàng Trọng Cung (1221) và Thiên hoàng Hậu Quật Hà (1221–1232) |              |                               |                   |         |
| Jōkyū (承久) còn gọi là Shōkyū                                       | Thừa Cửu     | 1219—1222                     | 4 năm             |         |
| Jōō (貞応) còn gọi là Teiō                                           | Trinh Ứng    | 1222—1224                     | 3 năm             |         |
| Gennin (元仁)                                                        | Nguyên Nhân  | 1224—1225                     | 2 năm             |         |
| Karoku (嘉禄)                                                        | Gia Lộc      | 1225—1227                     | 3 năm             |         |
| Antei (安貞) còn gọi là Anjō                                         | An Trinh     | 1227—1229                     | 3 năm             |         |
| Kangi (寛喜) còn gọi là Kanki                                        | Khoan Hỷ     | 1229—1232                     | 4 năm             |         |
| Thiên hoàng Tứ Điều (1232–1242)                                      |              |                               |                   |         |
| Jōei (貞永) còn gọi là Teiei                                         | Trinh Vĩnh   | 1232—1233                     | 2 năm             |         |
| Tenpuku (天福) còn gọi là Tenfuku                                    | Thiên Phúc   | 1233—1234                     | 2 năm             |         |
| Bunryaku (文暦) còn gọi là Monryaku hay Monreki                      | Văn Lịch     | 1234—1235                     | 2 năm             |         |
| Katei (嘉禎)                                                         | Gia Trinh    | 1235—1238                     | 4 năm             |         |
| Ryakunin (暦仁) còn gọi là Rekinin                                   | Lịch Nhân    | 1238—1239                     | 2 năm             |         |
| En'ō (延応) còn gọi là Ennō                                          | Diên Ứng     | 1239—1240                     | 2 năm             |         |
| Thiên hoàng Hậu Tha Nga (1242–1246)                                  |              |                               |                   |         |
| Ninji (仁治) còn gọi là Ninchi                                       | Nhân Trị     | 1240—1243                     | 4 năm             |         |
| Thiên hoàng Hậu Thâm Thảo (1246–1260)                                |              |                               |                   |         |
| Kangen (寛元)                                                        | Kiến Nguyên  | 1243—1247                     | 5 năm             |         |
| Hōji (宝治)                                                          | Bảo Trị      | 1247—1249                     | 3 năm             |         |
| Kenchō (建長)                                                        | Kiến Trường  | 1249—1256                     | 8 năm             |         |
| Thiên hoàng Quy Sơn (1260–1274)                                      |              |                               |                   |         |
| Kōgen (康元)                                                         | Khoan Nguyên | 1256—1257                     | 2 năm             |         |
| Shōka (正嘉)                                                         | Chính Gia    | 1257—1259                     | 3 năm             |         |
| Shōgen (正元)                                                        | Chính Nguyên | 1259—1260                     | 2 năm             |         |
| Bun'ō (文応) còn gọi là Bunnō                                        | Văn Ứng      | 1260—1261                     | 2 năm             |         |
| Kōchō (弘長)                                                         | Hoằng Trường | 1261—1264                     | 4 năm             |         |
| Thiên hoàng Hậu Vũ Đa (1274–1287)                                    |              |                               |                   |         |
| Bun'ei (文永)                                                        | Văn Vĩnh     | 1264—1275                     | 12 năm            |         |
| Kenji (建治)                                                         | Kiến Trị     | 1275—1278                     | 4 năm             |         |
| Thiên hoàng Phục Kiến (1287–1298)                                    |              |                               |                   |         |
| Kōan (弘安)                                                          | Hoằng An     | 1278—1288                     | 11 năm            |         |
| Shōō (正応)                                                          | Chính Ứng    | 1288—1293                     | 6 năm             |         |
| Thiên hoàng Hậu Phục Kiến (1298–1301)                                |              |                               |                   |         |
| Einin (永仁)                                                         | Vĩnh Nhân    | 1293—1299                     | 7 năm             |         |
| Thiên hoàng Hậu Nhị Điều (1301–1308)                                 |              |                               |                   |         |
| Shōan (正安)                                                         | Chính An     | 1299—1302                     | 4 năm             |         |
| Kengen (乾元)                                                        | Càn Nguyên   | 1302—1303                     | 2 năm             |         |
| Kagen (嘉元)                                                         | Gia Nguyên   | 1303—1306                     | 4 năm             |         |
| Tokuji (徳治)                                                        | Đức Trị      | 1306—1308                     | 3 năm             |         |
| Thiên hoàng Hoa Viên (1308–1318)                                     |              |                               |                   |         |
| Enkyō (延慶) còn gọi là Engyō hay Enkei                              | Diên Khánh   | 1308—1311                     | 4 năm             |         |
| Ōchō (応長)                                                          | Ứng Trường   | 1311—1312                     | 2 năm             |         |
| Shōwa (正和)                                                         | Chính Hòa    | 1312—1317                     | 6 năm             |         |
| Thiên hoàng Hậu Đề Hồ (1318–1339)                                    |              |                               |                   |         |
| Bunpō (文保) còn gọi là Bunhō                                        | Văn Bảo      | 1317—1319                     | 3 năm             |         |
| Gen'ō (元応) còn gọi là Gennō                                        | Nguyên Ứng   | 1319—1321                     | 3 năm             |         |
| Genkō (元亨)                                                         | Nguyên Hanh  | 1321—1324                     | 4 năm             |         |
| Shōchū (正中)                                                        | Chính Trung  | 1324—1326                     | 3 năm             |         |
| Karyaku (嘉暦)                                                       | Gia Lịch     | 1326—1329                     | 4 năm             |         |
| Gentoku (元徳)                                                       | Nguyên Đức   | 1329—1331                     | 3 năm             |         |
| Genkō (元弘)                                                         | Nguyên Hoằng | 1331—1334                     | 4 năm             |         |

## Thời kỳ Nam-Bắc triều(1336–1392)

### Nam triều
| Niên hiệu                               | Phiên âm     | Thời gian bắt đầu và chấm dứt | Thời gian sử dụng | Ghi chú                                                                                   |
| --------------------------------------- | ------------ | ----------------------------- | ----------------- | ----------------------------------------------------------------------------------------- |
| Kenmu (建武) còn gọi là Kenbu           | Kiến Vũ      | 1334—1336                     | 3 năm             |                                                                                           |
| Thiên hoàng Hậu Thôn Thượng (1339–1368) |              |                               |                   |                                                                                           |
| Engen (延元)                            | Diên Nguyên  | 1336—1340                     | 4 năm             |                                                                                           |
| Kōkoku (興国)                           | Hưng Quốc    | 1340—1346                     | 7 năm             |                                                                                           |
| Thiên hoàng Trưởng Khánh (1368–1383)    |              |                               |                   |                                                                                           |
| Shōhei (正平)                           | Chính Bình   | 1346—1370                     | 25 năm            |                                                                                           |
| Kentoku (建徳)                          | Kiến Đức     | 1370—1372                     | 3 năm             |                                                                                           |
| Bunchū (文中)                           | Văn Trung    | 1372—1375                     | 4 năm             |                                                                                           |
| Tenju (天授)                            | Thiên Thụ    | 1375—1381                     | 7 năm             |                                                                                           |
| Thiên hoàng Hậu Quy Sơn (1383–1392)     |              |                               |                   |                                                                                           |
| Kōwa (弘和)                             | Hoằng Hòa    | 1381—1384                     | 4 năm             |                                                                                           |
| Genchū (元中)                           | Nguyên Trung | 1384—1392                     | 9 năm             | Năm Genchū thứ 9 trở thành năm Meitoku thứ 3 vào thời kỳ tái thống nhất hậu Nam-Bắc triều |

### Bắc triều
| Niên hiệu                                                            | Phiên âm                             | Thời gian bắt đầu và chấm dứt        | Thời gian sử dụng                    | Ghi chú                                                                                      |
| Thiên hoàng Quang Nghiêm (1331–1333)                                 | Thiên hoàng Quang Nghiêm (1331–1333) | Thiên hoàng Quang Nghiêm (1331–1333) | Thiên hoàng Quang Nghiêm (1331–1333) | Thiên hoàng Quang Nghiêm (1331–1333)                                                         |
| -------------------------------------------------------------------- | ------------------------------------ | ------------------------------------ | ------------------------------------ | -------------------------------------------------------------------------------------------- |
| Shōkei (正慶) còn gọi là Shōkyō                                      | Chính Khánh                          | 1332—1334                            | 3 năm                                |                                                                                              |
| Kenmu (建武) còn gọi là Kenbu                                        | Kiến Vũ                              | 1334—1338                            | 5 năm                                |                                                                                              |
| Thiên hoàng Quang Minh (1336–1348)                                   |                                      |                                      |                                      |                                                                                              |
| Ryakuō (暦応) còn gọi là Rekiō                                       | Lịch Ứng                             | 1338—1342                            | 5 năm                                |                                                                                              |
| Kōei (康永)                                                          | Khang Vĩnh                           | 1342—1345                            | 4 năm                                |                                                                                              |
| Thiên hoàng Sùng Quang (1348–1351)                                   |                                      |                                      |                                      |                                                                                              |
| Jōwa (貞和) còn gọi là Teiwa                                         | Trinh Hòa                            | 1345—1350                            | 6 năm                                |                                                                                              |
| Kannō (観応) còn gọi là Kan'ō                                        | Quan Ứng                             | 1350—1352                            | 3 năm                                |                                                                                              |
| Đứt quãng trong suốt 2 năm từ 26 tháng 11, 1351 đến 25 tháng 9, 1352 |                                      |                                      |                                      |                                                                                              |
| Thiên hoàng Hậu Quang Nghiêm (1352–1371)                             |                                      |                                      |                                      |                                                                                              |
| Bunna (文和) còn gọi là Bunwa                                        | Văn Hòa                              | 1352—1356                            | 5 năm                                |                                                                                              |
| Enbun (延文)                                                         | Diên Văn                             | 1356—1361                            | 6 năm                                |                                                                                              |
| Kōan (康安)                                                          | Khang An                             | 1361—1362                            | 2 năm                                |                                                                                              |
| Thiên hoàng Hậu Viên Dung (1371–1382)                                |                                      |                                      |                                      |                                                                                              |
| Ōan (応安)                                                           | Ứng An                               | 1368—1375                            | 8 năm                                |                                                                                              |
| Eiwa (永和)                                                          | Vĩnh Hòa                             | 1375—1379                            | 5 năm                                |                                                                                              |
| Kōryaku (康暦)                                                       | Khang Lịch                           | 1379—1381                            | 3 năm                                |                                                                                              |
| Thiên hoàng Hậu Tiểu Tùng (1382–1412)                                |                                      |                                      |                                      |                                                                                              |
| Eitoku (永徳)                                                        | Vĩnh Đức                             | 1381—1384                            | 4 năm                                |                                                                                              |
| Shitoku (至徳)                                                       | Chí Đức                              | 1384—1387                            | 4 năm                                |                                                                                              |
| Kakei (嘉慶) còn gọi là Kakyō                                        | Gia Khánh                            | 1387—1389                            | 3 năm                                |                                                                                              |
| Kōō (康応)                                                           | Khang Ứng                            | 1389—1390                            | 2 năm                                |                                                                                              |
| Meitoku (明徳)                                                       | Minh Đức                             | 1390—1394                            | 5 năm                                | Năm Meitoku thứ 3 thay thế cho năm Genchū thứ 9 vào thời kỳ tái thống nhất hậu Nam-Bắc triều |

## Thời kỳ Thất Đinh(1392–1573)
| Niên hiệu                               | Phiên âm                           | Thời gian bắt đầu và chấm dứt      | Thời gian sử dụng                  | Ghi chú                            |
| Thiên hoàng Xưng Quang (1412–1428)      | Thiên hoàng Xưng Quang (1412–1428) | Thiên hoàng Xưng Quang (1412–1428) | Thiên hoàng Xưng Quang (1412–1428) | Thiên hoàng Xưng Quang (1412–1428) |
| --------------------------------------- | ---------------------------------- | ---------------------------------- | ---------------------------------- | ---------------------------------- |
| Ōei (応永)                              | Ứng Vĩnh                           | 1394—1428                          | 35 năm                             |                                    |
| Thiên hoàng Hậu Hoa Viên (1428–1464)    |                                    |                                    |                                    |                                    |
| Shōchō (正長)                           | Chính Trường                       | 1428—1429                          | 2 năm                              |                                    |
| Eikyō (永享) còn gọi là Eikō            | Vĩnh Hưởng                         | 1429—1441                          | 13 năm                             |                                    |
| Kakitsu (嘉吉) còn gọi là Kakichi       | Gia Cát                            | 1441—1444                          | 6 năm                              |                                    |
| Bun'an (文安) còn gọi là Bunnan         | Văn An                             | 1444—1449                          | 6 năm                              |                                    |
| Hōtoku (宝徳)                           | Bảo Đức                            | 1449—1452                          | 4 năm                              |                                    |
| Kyōtoku (享徳)                          | Hưởng Đức                          | 1452—1455                          | 4 năm                              |                                    |
| Kōshō (康正)                            | Khang Chính                        | 1455—1457                          | 3 năm                              |                                    |
| Chōroku (長禄)                          | Trường Lộc                         | 1457—1460                          | 4 năm                              |                                    |
| Thiên hoàng Hậu Thổ Ngự Môn (1464–1500) |                                    |                                    |                                    |                                    |
| Kanshō (寛正)                           | Khoan Chính                        | 1460—1466                          | 7 năm                              |                                    |
| Bunshō (文正) còn gọi là Monshō         | Văn Chính                          | 1466—1467                          | 2 năm                              |                                    |
| Ōnin (応仁)                             | Ứng Nhân                           | 1467—1469                          | 3 năm                              |                                    |
| Bunmei (文明)                           | Văn Minh                           | 1469—1487                          | 19 năm                             |                                    |
| Chōkyō (長享)                           | Trường Hưởng                       | 1487—1489                          | 3 năm                              |                                    |
| Entoku (延徳)                           | Diên Đức                           | 1489—1492                          | 4 năm                              |                                    |
| Thiên hoàng Hậu Bách Nguyên (1500–1526) |                                    |                                    |                                    |                                    |
| Meiō (明応)                             | Minh Ứng                           | 1492—1501                          | 10 năm                             |                                    |
| Bunki (文亀)                            | Văn Quy                            | 1501—1504                          | 4 năm                              |                                    |
| Eishō (永正)                            | Vĩnh Chính                         | 1504—1521                          | 18 năm                             |                                    |
| Thiên hoàng Hậu Nại Lương (1526–1557)   |                                    |                                    |                                    |                                    |
| Daiei (大永)                            | Đại Vĩnh                           | 1521—1528                          | 8 năm                              |                                    |
| Kyōroku (享禄)                          | Hưởng Lộc                          | 1528—1532                          | 5 năm                              |                                    |
| Tenbun (天文) còn gọi là Tenmon         | Thiên Văn                          | 1532—1555                          | 24 năm                             |                                    |
| Thiên hoàng Chính Thân Đinh (1557–1586) |                                    |                                    |                                    |                                    |
| Kōji (弘治)                             | Hoằng Trị                          | 1555—1558                          | 4 năm                              |                                    |
| Eiroku (永禄)                           | Vĩnh Lộc                           | 1558—1570                          | 12 năm                             |                                    |
| Genki (元亀)                            | Nguyên Quy                         | 1570—1573                          | 4 năm                              |                                    |

## Thời kỳ An Thổ-Đào Sơn(1573–1615)
| Niên hiệu                               | Phiên âm                                | Thời gian bắt đầu và chấm dứt           | Thời gian sử dụng                       | Ghi chú                                 |
| Thiên hoàng Hậu Dương Thành (1586–1611) | Thiên hoàng Hậu Dương Thành (1586–1611) | Thiên hoàng Hậu Dương Thành (1586–1611) | Thiên hoàng Hậu Dương Thành (1586–1611) | Thiên hoàng Hậu Dương Thành (1586–1611) |
| --------------------------------------- | --------------------------------------- | --------------------------------------- | --------------------------------------- | --------------------------------------- |
| Tenshō (天正)                           | Thiên Chính                             | 1573—1592                               | 20 năm                                  |                                         |
| Bunroku (文禄)                          | Văn Lộc                                 | 1592—1596                               | 5 năm                                   |                                         |
| Thiên hoàng Hậu Thủy Vĩ (1611–1629)     |                                         |                                         |                                         |                                         |
| Keichō (慶長) còn gọi là Kyōchō         | Khánh Trường                            | 1596—1615                               | 20 năm                                  |                                         |

## Thời kỳ Giang Hộ/Đức Xuyên(1603–1867)
| Niên hiệu                                                                    | Phiên âm    | Thời gian bắt đầu và chấm dứt | Thời gian sử dụng | Ghi chú |
| ---------------------------------------------------------------------------- | ----------- | ----------------------------- | ----------------- | ------- |
| Genna (元和) còn gọi là Genwa                                                | Nguyên Hòa  | 1615—1624                     | 10 năm            |         |
| Thiên hoàng Minh Chính (1629–1643) và Thiên hoàng Hậu Quang Minh (1643–1654) |             |                               |                   |         |
| Kan'ei (寛永)                                                                | Khoan Vĩnh  | 1624—1644                     | 21 năm            |         |
| Shōhō (正保)                                                                 | Chính Bảo   | 1644—1648                     | 5 năm             |         |
| Keian (慶安) còn gọi là Kyōan                                                | Khánh An    | 1648—1652                     | 5 năm             |         |
| Thiên hoàng Hậu Tây (1655–1663)                                              |             |                               |                   |         |
| Jōō (承応) còn gọi là Shōō                                                   | Thừa Ứng    | 1652—1655                     | 4 năm             |         |
| Meireki (明暦) còn gọi là Myōryaku hay Meiryaku                              | Minh Lịch   | 1655—1658                     | 4 năm             |         |
| Manji (万治)                                                                 | Vạn Trị     | 1658—1661                     | 4 năm             |         |
| Thiên hoàng Linh Nguyên (1663–1687)                                          |             |                               |                   |         |
| Kanbun (寛文)                                                                | Khoan Văn   | 1661—1673                     | 13 năm            |         |
| Enpō (延宝) còn gọi là Enhō                                                  | Diên Bảo    | 1673—1681                     | 9 năm             |         |
| Tenna (天和) còn gọi là Tenwa                                                | Thiên Hòa   | 1681—1684                     | 4 năm             |         |
| Thiên hoàng Đông Sơn (1687–1709)                                             |             |                               |                   |         |
| Jōkyō (貞享)                                                                 | Trinh Hưởng | 1684—1688                     | 5 năm             |         |
| Genroku (元禄)                                                               | Nguyên Lộc  | 1688—1704                     | 17 năm            |         |
| Thiên hoàng Trung Ngự Môn (1709–1735)                                        |             |                               |                   |         |
| Hōei (宝永)                                                                  | Bảo Vĩnh    | 1704—1711                     | 8 năm             |         |
| Shōtoku (正徳)                                                               | Chính Đức   | 1711—1716                     | 6 năm             |         |
| Thiên hoàng Anh Đinh (1735–1747)                                             |             |                               |                   |         |
| Kyōhō (享保)                                                                 | Hưởng Bảo   | 1716—1736                     | 21 năm            |         |
| Genbun (元文)                                                                | Nguyên Văn  | 1736—1741                     | 6 năm             |         |
| Kanpō (寛保) còn gọi là Kanhō                                                | Khoan Bảo   | 1741—1744                     | 4 năm             |         |
| Thiên hoàng Đào Viên (1747–1762)                                             |             |                               |                   |         |
| Enkyō (延享)                                                                 | Diên Hưởng  | 1744—1748                     | 5 năm             |         |
| Kan'en (寛延)                                                                | Khoan Diên  | 1748—1751                     | 4 năm             |         |
| Thiên hoàng Hậu Anh Đinh (1762–1771)                                         |             |                               |                   |         |
| Hōreki (宝暦) còn gọi là Hōryaku                                             | Bảo Lịch    | 1751—1764                     | 15 năm            |         |
| Thiên hoàng Hậu Đào Viên (1771–1779)                                         |             |                               |                   |         |
| Meiwa (明和)                                                                 | Minh Hòa    | 1764—1772                     | 9 năm             |         |
| Thiên hoàng Quang Cách (1780–1817)                                           |             |                               |                   |         |
| An'ei (安永)                                                                 | An Vĩnh     | 1772—1781                     | 10 năm            |         |
| Tenmei (天明)                                                                | Thiên Minh  | 1781—1789                     | 9 năm             |         |
| Kansei (寛政)                                                                | Khoan Chính | 1789—1801                     | 13 năm            |         |
| Kyōwa (享和)                                                                 | Hưởng Hòa   | 1801—1804                     | 4 năm             |         |
| Thiên hoàng Nhân Hiếu (1817–1846)                                            |             |                               |                   |         |
| Bunka (文化)                                                                 | Văn Hóa     | 1804—1818                     | 15 năm            |         |
| Bunsei (文政)                                                                | Văn Chính   | 1818—1830                     | 13 năm            |         |
| Tenpō (天保) còn gọi là Tenhō                                                | Thiên Bảo   | 1830—1844                     | 15 năm            |         |
| Thiên hoàng Hiếu Minh (1846–1867)                                            |             |                               |                   |         |
| Kōka (弘化)                                                                  | Hoằng Hóa   | 1844—1848                     | 5 năm             |         |
| Kaei (嘉永)                                                                  | Gia Vĩnh    | 1848—1854                     | 7 năm             |         |
| Ansei (安政)                                                                 | An Chính    | 1854—1860                     | 7 năm             |         |
| Man'en (万延)                                                                | Vạn Diên    | 1860—1861                     | 2 năm             |         |
| Bunkyū (文久)                                                                | Văn Cửu     | 1861—1864                     | 4 năm             |         |
| Genji (元治)                                                                 | Nguyên Trị  | 1864—1865                     | 2 năm             |         |
| Keiō (慶応)                                                                  | Khánh Ứng   | 1865—1868                     | 4 năm             |         |

## Kể từ thời kỳ Minh Trị (1868–nay)
| Niên hiệu                           | Hán Việt                         | Thời gian bắt đầu và chấm dứt    | Thời gian sử dụng                | Ghi chú |
| Thiên hoàng Minh Trị (1868–1912)    | Thiên hoàng Minh Trị (1868–1912) | Thiên hoàng Minh Trị (1868–1912) | Thiên hoàng Minh Trị (1868–1912) | Thiên hoàng Minh Trị (1868–1912)                                                                                 |
| ----------------------------------- | -------------------------------- | -------------------------------- | -------------------------------- | --- |
| Meiji (明治)                        | Minh Trị                         | 1868—1912                        | 45 năm                           | |
| Thiên hoàng Đại Chính (1912–1926)   |                                  |                                  |                                  | |
| Taishō (大正)                       | Đại Chính                        | 1912—1926                        | 15 năm                           | |
| Thiên hoàng Chiêu Hòa (1926–1989)   |                                  |                                  |                                  | |
| Shōwa (昭和)                        | Chiêu Hòa                        | 1926—1989                        | 64 năm                           | |
| Thái thượng Thiên hoàng (1989–2019) |                                  |                                  |                                  | |
| Heisei (平成)                       | Bình Thành                       | 1989—2019                        | 31 năm                           | Niên hiệu đầu tiên trong vòng 200 năm trở lại được kết thúc vì Thiên hoàng thoái vị thay vì Thiên hoàng qua đời. |
| Đương kim Thiên hoàng (2019–nay)    |                                  |                                  |                                  | |
| Reiwa (令和)                        | Lệnh Hòa                         | 2019—nay                         |                                  | |

## Thời kỳ không niên hiệu
Thời kỳ không niên hiệu (shinengō) trước năm 701 được gọi là dật niên hiệu (逸年号). Khoảng niên đại tiền Taika bao gồm:
- Triều đại Thiên hoàng Jimmu, 660–581 TCN
- Triều đại Thiên hoàng Suizei, 581–548 TCN
- Triều đại Thiên hoàng Annei, 548–510 TCN
- Triều đại Thiên hoàng Itoku, 510–475 TCN
- Triều đại Thiên hoàng Kōshō, 475–392 TCN
- Triều đại Thiên hoàng Kōan, 392–290 TCN
- Triều đại Thiên hoàng Kōrei, 290–214 TCN
- Triều đại Thiên hoàng Kōgen, 214–157 TCN
- Triều đại Thiên hoàng Kaika, 157–97 TCN
- Triều đại Thiên hoàng Sujin, 97–29 TCN
- Triều đại Thiên hoàng Suinin, 29 TCN–71 SCN
- Triều đại Thiên hoàng Keikō, 71–131 SCN
- Triều đại Thiên hoàng Seimu, 131–192
- Triều đại Thiên hoàng Chūai, 192–201
- Triều đại Thiên hoàng Jingū, 201–270
- Triều đại Thiên hoàng Ōjin, 270–313
- Triều đại Thiên hoàng Nintoku, 313–400
- Triều đại Thiên hoàng Richū, 400–406
- Triều đại Thiên hoàng Hanzei, 406–412
- Triều đại Thiên hoàng Ingyō, 412–454
- Triều đại Thiên hoàng Ankō, 454–457
- Triều đại Thiên hoàng Yūryaku, 457–480
- Triều đại Thiên hoàng Seinei, 480–485
- Triều đại Thiên hoàng Kenzō, 485–488
- Triều đại Thiên hoàng Ninken, 488–499
- Triều đại Thiên hoàng Buretsu, 499–507
- Triều đại Thiên hoàng Keitai, 507–534
- Triều đại Thiên hoàng Ankan, 534–536
- Triều đại Thiên hoàng Senka, 536–540
- Triều đại Thiên hoàng Kimmei, 540–572
- Triều đại Thiên hoàng Bidatsu, 572–586
- Triều đại Thiên hoàng Yōmei, 586–588
- Triều đại Thiên hoàng Sushun, 588–593
- Triều đại Thiên hoàng Suiko, 593–629[85]
- Triều đại Thiên hoàng Jomei, 629–645

Khoảng niên đại hậu Taika không nằm trong phạm vi của hệ thống niên hiệu gồm:
- Triều đại Thiên hoàng Saimei, 655–662[86]... Saimei (thời kỳ)[87]
- Triều đại Thiên hoàng Tenji, 662–672[88]... Tenji (thời kỳ)[87]
- Triều đại Thiên hoàng Kōbun, 672–673[89]... Kōbun (thời kỳ) hay Sujaku[87] (a/k/a Suzaku)
- Triều đại Thiên hoàng Tenmu, 673–686[90]... Tenmu (thời kỳ) hay thời kỳ Hakuhō[6]
- Triều đại Thiên hoàng Jitō, 687–697[91]... Jitō (thời kỳ)[87]
- Triều đại Thiên hoàng Monmu, 697–701[92]... Monmu (thời kỳ)[87]